# الوادي الأخضر (القصاصين)
الوادي الأخضر إحدى قرى مركز القصاصين التابع لمحافظة الإسماعيلية بجمهورية مصر العربية.